# Eduard Kaempffer
Eduard Kaempffer (13. května 1859 Münster, Vestfálsko – 22. března 1926 Oborniki Śląskie) byl německý malíř.
Byl studentem Adolpha Menzela a učitelem Paula Plontkeho, Ericha Kittmanna, Rudolfa Priebeho, Roberta Karla Polloga a dalších.
Kaempfferovými nejvýznamnějšími díly jsou obrazové cykly umístěné na schodišti erfurtské radnice, které vytvořil v letech 1889 až 1896. Na svých malbách znázorňuje mimo jiné legendu o Faustovi, pověst o hraběti z Gleichen a jeho dvou manželkách a roky Martina Luthera strávené v Erfurtu.